# China Taipéi en los Juegos Paralímpicos de Atlanta 1996
China Taipéi (Taiwán) estuvo representada en los Juegos Paralímpicos de Atlanta 1996 por catorce deportistas, trece hombres y una mujer.

## Medallistas
El equipo paralímpico obtuvo las siguientes medallas:
| Nombre          | Deporte       | Evento                       |
| --------------- | ------------- | ---------------------------- |
| Oro             |               |                              |
| Lee Ching-Chung | Yudo          | –60 kg masculino             |
| Plata           |               |                              |
| —               |               |                              |
| Bronce          |               |                              |
| Chou Chang-Shen | Tenis de mesa | Individual 5 masculino       |
| Hsu Chih-Shan   | Tenis de mesa | Clase abierta 6-10 masculino |